# A magyar labdarúgó-válogatott mérkőzései 1972-ben
A magyar labdarúgó-válogatottnak 1972-ben tizennégy találkozója volt. A programokkal teli év már januárban kezdődött Spanyolország ellen. A mérkőzés érdekessége a két szövetségi kapitány személye, Illoszky Rudolf és Kubala László, akik 25 évvel korábban együtt játszottak a Vasasban és jó barátok is voltak. Márciusban még egy barátságos találkozóra került sor az NSZK ellen, néhány név a német csapatból: Beckenbauer, Breitner, Netzer, Hoenes, Gerd Müller.
A tavaszi idényben egymást váltották az Eb- és a vb-mérkőzések, Romániával két döntetlen után még harmadik találkozón kellett dönteni az Európa-bajnokság elődöntőbe jutásról. Ezt a mérkőzést Belgrádban a magyar csapat nyerte 2–1-re. Az elődöntőben a „mumus” Szovjetunió csapata nyert most is, a harmadik helyért pedig Belgiummal nem bírt a magyar csapat.
Augusztus végén már az olimpiai labdarúgótorna volt soron, Irán, Dánia és az NDK legyőzésével a döntő következett Lengyelországgal. Az első félidő még magyar vezetéssel zárult, de a szünet után a korszak egyik legjobb játékosa, Kazimierz Deyna két gólja olimpiai aranyat ért a lengyel csapatnak.
Szövetségi kapitány: Illovszky Rudolf

## Eredmények
464. mérkőzés
| 1972. január 12. |

| Spanyolország | 1–0             | Magyarország |
| ------------- | --------------- | ------------ |
| Arieta II 83' | (0–0) Részletek |              |

| Santiago Bernabéu stadion, Madrid Nézőszám: 25 000 Játékvezető: Kurt Tschenscher (FRG) |

465. mérkőzés
| 1972. március 29. |

| Magyarország | 0–2             | NSZK                       |
| ------------ | --------------- | -------------------------- |
|              | (0–0) Részletek | Breitner 68' U. Hoeneß 88' |

| Népstadion, Budapest Nézőszám: 50 000 Játékvezető: Concetto Lo Bello (ITA) |

466. mérkőzés – Eb-negyeddöntő
| 1972. április 29. |

| Magyarország    | 1–1             | Románia      |
| --------------- | --------------- | ------------ |
| Branikovits 10' | (1–0) Részletek | Szatmári 55' |

| Népstadion, Budapest Nézőszám: 68 585 Játékvezető: David William Smith (ENG) |

467. mérkőzés – vb-selejtező
| 1972. május 6. |

| Magyarország                      | 3–0             | Málta |
| --------------------------------- | --------------- | ----- |
| Kocsis 35' Bene 60' Juhász I. 75' | (1–0) Részletek |       |

| Megyeri út, Budapest Nézőszám: 10 000 Játékvezető: Milivoje Gugulović (YUG) |

468. mérkőzés – Eb-negyeddöntő
| 1972. május 14. |

| Románia              | 2–2             | Magyarország        |
| -------------------- | --------------- | ------------------- |
| Dobrin 14' Neagu 81' | (1–2) Részletek | Szőke 5' Kocsis 36' |

| Bukarest Nézőszám: 75 000 Játékvezető: Kurt Tschenscher (FRG) |

469. mérkőzés – Eb-negyeddöntő
| 1972. május 17. |

| Magyarország         | 2–1             | Románia   |
| -------------------- | --------------- | --------- |
| Kocsis 26' Szőke 87' | (1–1) Részletek | Neagu 33' |

| JNA-stadion, Belgrád Nézőszám: 55 000 Játékvezető: Hrísztosz Míhasz (GRE) |

470. mérkőzés – vb-selejtező
| 1972. május 25. |

| Svédország | 0–0       | Magyarország |
| ---------- | --------- | ------------ |
|            | Részletek |              |

| Råsunda Stadion, Stockholm Nézőszám: 30 000 Játékvezető: Laurens van Ravens (NED) |

471. mérkőzés – Eb-elődöntő
| 1972. június 14. |

| Szovjetunió | 1–0             | Magyarország |
| ----------- | --------------- | ------------ |
| Konykov 52' | (0–0) Részletek |              |

| Heysel Stadion, Brüsszel Nézőszám: 2 000 Játékvezető: Rudolf Glöckner (GER) |

472. mérkőzés – Eb-3. helyért
| 1972. június 17. |

| Belgium                   | 2–1             | Magyarország      |
| ------------------------- | --------------- | ----------------- |
| Lambert 23' Van Himst 28' | (2–0) Részletek | Kű 52' (11-esből) |

| Sclessin Stadion, Liège Nézőszám: 8 000 Játékvezető: Johan Einar Boström (SWE) |

473. mérkőzés – olimpiai III. csoport
| 1972. augusztus 27. |

| Magyarország                               | 5–0                           | Irán |
| ------------------------------------------ | ----------------------------- | ---- |
| Dunai II. 32' 47' 89' Várady 50' Kozma 80' | (1–0) (Jegyzőkönyv) Részletek |      |

| Frankenstadion, Nürnberg Nézőszám: 3 000 Játékvezető: Guillermo Velasquez (COL) |

nem hivatalos mérkőzés – olimpiai III. csoport
| 1972. augusztus 29. |

| Magyarország              | 2–2                           | Brazília                |
| ------------------------- | ----------------------------- | ----------------------- |
| Dunai II 4' Juhász P. 84' | (1–0) (Jegyzőkönyv) Részletek | Pedrinho 67' Dirceu 73' |

| Olimpiai Stadion, München Nézőszám: 50 000 Játékvezető: William Mullen (ENG) |

474. mérkőzés – olimpiai III. csoport
| 1972. augusztus 31. |

| Dánia | 0–2                           | Magyarország     |
| ----- | ----------------------------- | ---------------- |
|       | (0–0) (Jegyzőkönyv) Részletek | Dunai II 17' 85' |

| Rosenaustadion, Augsburg Nézőszám: 5 000 Játékvezető: Poh Hwa Oei (MAL) |

475. mérkőzés – olimpiai A csoport
| 1972. szeptember 3. |

| Magyarország           | 2–0                           | NDK |
| ---------------------- | ----------------------------- | --- |
| Dunai II. 60' Tóth 66' | (0–0) (Jegyzőkönyv) Részletek |     |

| Drei-Flüsse Stadion, Passau Nézőszám: 8 000 Játékvezető: Armando Marques (BRA) |

nem hivatalos mérkőzés – olimpiai A csoport
| 1972. szeptember 6. |

| Magyarország                          | 4–1                           | NSZK         |
| ------------------------------------- | ----------------------------- | ------------ |
| Dunai III 14' Dunai II 43' Kű 75' 87' | (2–1) (Jegyzőkönyv) Részletek | Hitzfeld 33' |

| Olimpiai Stadion, München Nézőszám: 80 000 Játékvezető: Luis Pestarino (ARG) |

nem hivatalos mérkőzés – olimpiai A csoport
| 1972. szeptember 8. |

| Magyarország            | 2–0                           | Mexikó |
| ----------------------- | ----------------------------- | ------ |
| Dunai II 35' Kocsis 53' | (1–0) (Jegyzőkönyv) Részletek |        |

| Regensburg Nézőszám: 2 000 Játékvezető: Lee Kan Chi (HKG) |

476. mérkőzés – olimpiai döntő
| 1972. szeptember 10. |

| Lengyelország | 2–1                           | Magyarország |
| ------------- | ----------------------------- | ------------ |
| Deyna 48' 68' | (0–1) (Jegyzőkönyv) Részletek | Várady 42'   |

| Olimpiai stadion, München Nézőszám: 50 000 Játékvezető: Kurt Tschenscher (GER) |

477. mérkőzés – vb-selejtező
| 1972. október 15. |

| Ausztria                      | 2–2             | Magyarország             |
| ----------------------------- | --------------- | ------------------------ |
| Hasil 58' (11-esből) Jara 71' | (2–0) Részletek | Dunai II. 16' Kocsis 20' |

| Práter-stadion, Bécs Nézőszám: 74 000 Játékvezető: Rudolf Glöckner (GER) |